# Lost Ruins of Arnak (igra)
Lost Ruins of Arnak je društvena igra na tabli za do četiri igrača koji su u ulozi vođe ekspedicije koja traga za ostacima velike izgubljene civilizacije.
Igra kombinuje sistem nadogradnje karata koje se korste kroz igru i sistem postavke radnika u cilju dobijanja određenih akcija, upravljanja resursima i otkrićima.

## Opis i pravila
Svi igrači počinju sa osnovnim špilom, koji se sastoji od višenamenskih karata. Kartu igrač može da iskoristi da bi iskoristio njen efekat ili kako bi postavio radnika na istražene ili neistražene lokacije. Takođe, igrač može da kupuje nove, naprednije karte i tako da napravi bolji špil sa jačim efektima. 
Na svom potezu može da odigra samo jednu osnovnu akciju i više „besplatnih“ akcija. Akcije, a naročito redosled kojim se odigravaju su veoma važni.
Postavljanjem radnika na neistražene lokacije igrač može da dobije nove kombinacije resursa, ali i da probudi čuvare drevnih ruševina. Ako savlada čuvare biće nagrađen dodatnim akcijama i poenima, u suprotnom dobićete kartu „strah“ koja će mu smetati u špilu, pored toga što donosi negativne poene. Može da ulaže svoje resurse u istraživanje, da dobija asistente koji će mu pomoći u otkrivanju tajni ostrva, a možda i da nađe put do izgubljenog hrama.

## Spoljašnje veze
BoardGameGeek